# Irwin Goldstein

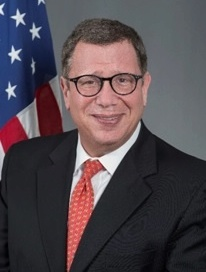
Irwin Goldstein

Irwin Steve(n) Goldstein (* 1952) ist ein US-amerikanischer Kommunikationsmanager und Regierungsbeamter.

## Leben
Steve Goldstein, aufgewachsen in Nashville, Tennessee, erhielt einen B.A. an der University of Arizona in Tucson. Dort unterrichtete er zunächst fünf Jahre lang an einer High school.
Acht Jahre lang diente er verschiedenen Kongress-Abgeordneten als Pressesprecher und Stabschef. Unter der Regierung von George H. W. Bush diente Goldstein im US-Innenministerium. Später war Goldstein für Dow Jones/The Wall Street Journal tätig sowie für die Investmentfirma AllianceBernstein und den Branchenverband Insurance Information Institute. Sieben Jahre lang war er Chief Communications Officer beim Lehrerpensionsfonds TIAA und zuletzt bei BP Global Solutions (Bill Popeleski).
Nach der Nominierung durch Präsident Donald Trump zum Under Secretary of State for Public Diplomacy and Public Affairs und Bestätigung durch den Senat wurde er am 4. Dezember 2017 vereidigt. Am 4. Dezember 2017 leistete er seinen Amtseid zum Under Secretary of State for Public Diplomacy and Public Affairs. Am 13. März 2018 erfolgte seine Abberufung, nachdem er einige Stunden zuvor öffentlich die Umstände der Entlassung Rex Tillersons, des Außenministers der Vereinigten Staaten (United States Secretary of State), kritisch kommentiert hatte.